# Маркович, Светозар (Народный герой Югославии)
Светозар «Тоза» Маркович (серб. Светозар «Тоза» Марковић; 13 июля 1913, Тараш — 9 февраля 1943, Нови-Сад) — югославский партизан времён Народно-освободительной войны, политрук генерального штаба Народно-освободительной армии Югославии в Воеводине. Народный герой Югославии.

## Биография
Родился 13 июля 1913 в деревне Тараш близ Бечкерека. Окончил начальную школу в родноей деревне, обучение в средней школе Петровграда не сумел закончить из-за проблем с деньгами. До войны трудился на руднике Креки под Тузлой, однако после болезни лёгких уволился с шахты и вернулся в Воеводину, оставшись жить в деревне Стаичево.
Ещё будучи учеником, Маркович записался в рабочее молодёжное движение, а в 1935 году был принят в Коммунистическую партию. В Петровграде и его окрестностях Светозар активно привлекал в революционную деятельность крестьян, проводил специальные курсы по политологии, специально для обучения выкупил небольшую библиотеку и оказывал материальную помощь всем симпатизирующим. Работал как в коммунистической, так и в демократической прессе. Состоял в Союзе работников сельского хозяйства Воеводины в Нови-Саде.
В 1937 года Маркович вошёл в состав Воеводинского райкома КПЮ, в 1938 году некоторое время работал в газете объединённой оппозиции «Воеводинец» (серб. Војвођанин) и в том же году занял должность секретаря Банатского окркома КПЮ. На IV съезде Воеводинского отделения КПЮ Светозар был избран в Политбюро, а в марте 1941 года вошёл и в секретариат Воеводинского райкома КПЮ. Несколько раз арестовывался за свою деятельность властями.
После вторжения немцев в Югославию и начала партизанской войны Светозар занялся подготовкой вооружённого выступления в Банате, в сентябре 1941 года вместе с Жарко Зренянином перебрался в Бачку и там продолжил подпольную деятельность. В тяжёлых условиях венгерской оккупации Маркович, известный под псевдонимом «Тоза», организовывал диверсионные группы антифашистов в Бачке и Баране, распространяя запрещённую литературу. В разгар войны был назначен политруком Генерального штаба НОАЮ в Воеводине, став одним из основателей Воеводинского народно-освободительного Совета. Издавал газеты «Истина» и «Свободная Воеводина», был одним из инициаторов военного совещания Бачкинского райкома КПЮ, которое прошло в Турии в мае 1942 года.
17 ноября 1942 венгерская полиция обнаружила базу Воеводинского райкома КПЮ в Нови-Саде и начала операцию по ликвидации партизан. Сопротивление венгерским фашистам оказывали Бранко Баич и Светозар Маркович. В битве Бранко был убит, а «Тоза» получил тяжёлое ранение и был схвачен в плен. После долгих пыток был приговорён к повешению, приговор приведён в исполнение 9 февраля 1943 в казарме на Футошской улице в Нови-Саде.
Посмертно Светозару Марковичу присвоили звание Народного героя Югославии 5 декабря 1944.